# Stelis phil-jesupii
Stelis phil-jesupii là một loài thực vật có hoa trong họ Lan. Loài này được Luer mô tả khoa học đầu tiên năm 2002.